# Törvényhatósági Tudósítások
Kossuth Lajos 1832 végén került az 1832–36-os pozsonyi országgyűlésre, mint a távollevő főrendek követe. Itt szerkesztette az Országgyűlési Tudósításokat (1832–től 1836-ig), amelyben a liberális reformellenzéknek a  társadalmi haladásért és a nemzeti érdekek védelmében vívott harcát (azért, hogy elkerülje a cenzúrát) sokszorosított magánlevelek formájában népszerűsítette.
A reformországgyűlés 1836 tavaszi berekesztése után az ellenzék elvei szolgálatában továbbra is ébren akarta tartani a közvélemény érdeklődését a közélet iránt és hasonló szellemben szerkesztette a megyegyűlésekről beszámoló 'Törvényhatósági Tudósítások'at (1836–37)